# Уэда, Масаси
Масаси Уэ́да (яп. 上田仁; 4 декабря 1904 — 26 декабря 1966) — японский дирижёр и фаготист.

## Биография
В 1922 году окончил Токийский колледж музыки. Стажировался у Косаку Ямады. В 1926—1943 годах играл на фаготе в Симфоническом оркестре NHK. Во время пребывания в Токио учился дирижированию у Йозефа Розенштока. 14 мая 1945 года состоялся его дирижёрский дебют на сцене токийского городского Народного дома Хибия. Руководил симфоническим оркестром киностудии «Toho» (входит в холдинг «Асахи симбун») и японской звукозаписывающей студией Nippon Columbia. В 1945—1964 годах — главный дирижёр Токийского симфонического оркестра, который возглавил по предложению Хидэмаро Коноэ. Много гастролировал за рубежом, в частности, неоднократно в СССР с 1958 года.